# Протамины
Протами́ны — низкомолекулярные основные белки в ядрах сперматозоидов большинства групп животных. Составляют фракцию основного белка в зрелой сперме рыб.

## Функция
Протамины служат для организации хроматина в ядрах сперматозоидов, замещая в нем гистоны. 
В ядрах соматических клеток и яйцеклеток ДНК ассоциирована с гистонами. 
Хроматин предшественников сперматозоидов, сперматогоний, содержит основные гистоны, связанные с кислотной ДНК, однако во время сперматогенеза на стадии сперматид гистоны удаляются из ядра, и ДНК связывается протаминами, образуя нуклеопротамины.
Это позволяет значительно плотнее конденсировать хроматин и уменьшить размер ядра сперматозоида. В отличие от хроматина с участием гистонов, хроматин с участием протаминов неактивен — в ядре сперматозоидов невозможны процессы транскрипции. К тому же, в исследованиях на мушках дрозофилах показано, что нарушение замещения гистонов на протамины приводит к распознаванию мужских половых хромосом во время оплодотворения и преждевременному их разрушению. 

## Состав и видовое разнообразие протаминов
Молекулярная масса протаминов составляет 4-12 КДа, протамины рыб содержат до 35 аминокислотных остатков, протамины птиц и млекопитающих — чаще всего 50-60 аминокислотных остатков. Протамины беспозвоночных пока малоизучены, однако известно, что протамины моллюсков, в отличие от протаминов позвоночных, содержащих большое (до 90 % у некоторых рыб) количество аргинина, содержат также и значительное количество лизина. Особенностью состава протаминов млекопитающих является достаточно высокое содержание цистеина (при содержании аргинина 47-61 %), что ведет к образованию дисульфидных мостиков со сшивкой мономерных протаминов.
У костистых рыб протамины представлены большим числом форм — так, у форелей обнаружены шесть различных протаминов с близкой аминокислотной последовательностью.
Протамины спермы большинства видов млекопитающих представлены единственной формой P1, длиной от 35 (обезьяна Semnopithecus priam) до 69 (поссум Pseudochirops cupreus) аминокислотных остатков, единственным исключением на настоящее время являются люди и мыши, у которых синтезируются формы протаминов — короткий P1 (51 аминокислотный остаток у обоих видов) и длинный P2 (102 и 107 остатков соответственно). Протамин P2 и человека, и мыши подвергается посттрансляциионной модификации, расщепляясь на фрагменты, с последующей их сшивкой дисульфидными мостиками по цистеиновым остаткам.
Вместе с тем практически у всех млекопитающих присутствуют оба гена, кодирующи протамины P1 и P2, но ген P2 слабо экспрессируется

Аминокислотная последовательность протамина P1 человека
```
        10         20         30         40         50
MARYRCCRSQ SRSRYYRQRQ RSRRRRRRSC QTRRRAMRCC RPRYRPRCRR 
H
```

Дисульфидные мостики:
- Внутримолекулярный: 40 — 48
- Межмолекулярные: 6, 39

Аминокислотная последовательность протамина P2 человека
```
        10         20         30         40         50
MVRYRVRSLS ERSHEVYRQQ LHGQEQGHHG QEEQGLSPEH VEVYERTHGQ 
        60         70         80         90        100
SHYRRRHCSR RRLHRIHRRQ HRSCRRRKRR SCRHRRRHRR GCRTRKRTCR 
RH
```

## Свойства
- Хорошо растворяются в воде, кислой и нейтральной среде.
- Осаждаются щелочами.
- Отсутствует денатурация при нагревании.
- Образуют соли с кислотами и комплексы с кислыми белками.

## Использование в фармакологии
- Для замедления всасывания инсулина, его смешивают с малорастворимым комплексом протаминов (назван по автору нейтральный протамин Хагедорна, обозначается аббревиатурой «НПХ» или «NPH» в названии).
- Сульфат протамина служит антидотом при применении гепарина в качестве препарата с противосвертывающим (антикоагуляционным) действием. 1 мг сульфата протамина нейтрализует 100 МЕ гепарина. В среднем нейтрализация наступает в течение 5 минут после внутривенной инъекции сульфата протамина.